# Единство — Национальное движение
Единство — Национальное Движение (груз. ერთიანობა – ნაციონალური მოძრაობა) — коалиция прозападных политических партий в Грузии. В коалицию входят «Единое национальное движение» (ЕНД), «Стратегическое строительство» и «Европейская Грузия». Поскольку формальные избирательные блоки в Грузии запрещены, на парламентских выборах 2024 года коалиция баллотируется по списку ЕНД под избирательным номером 5.

## История

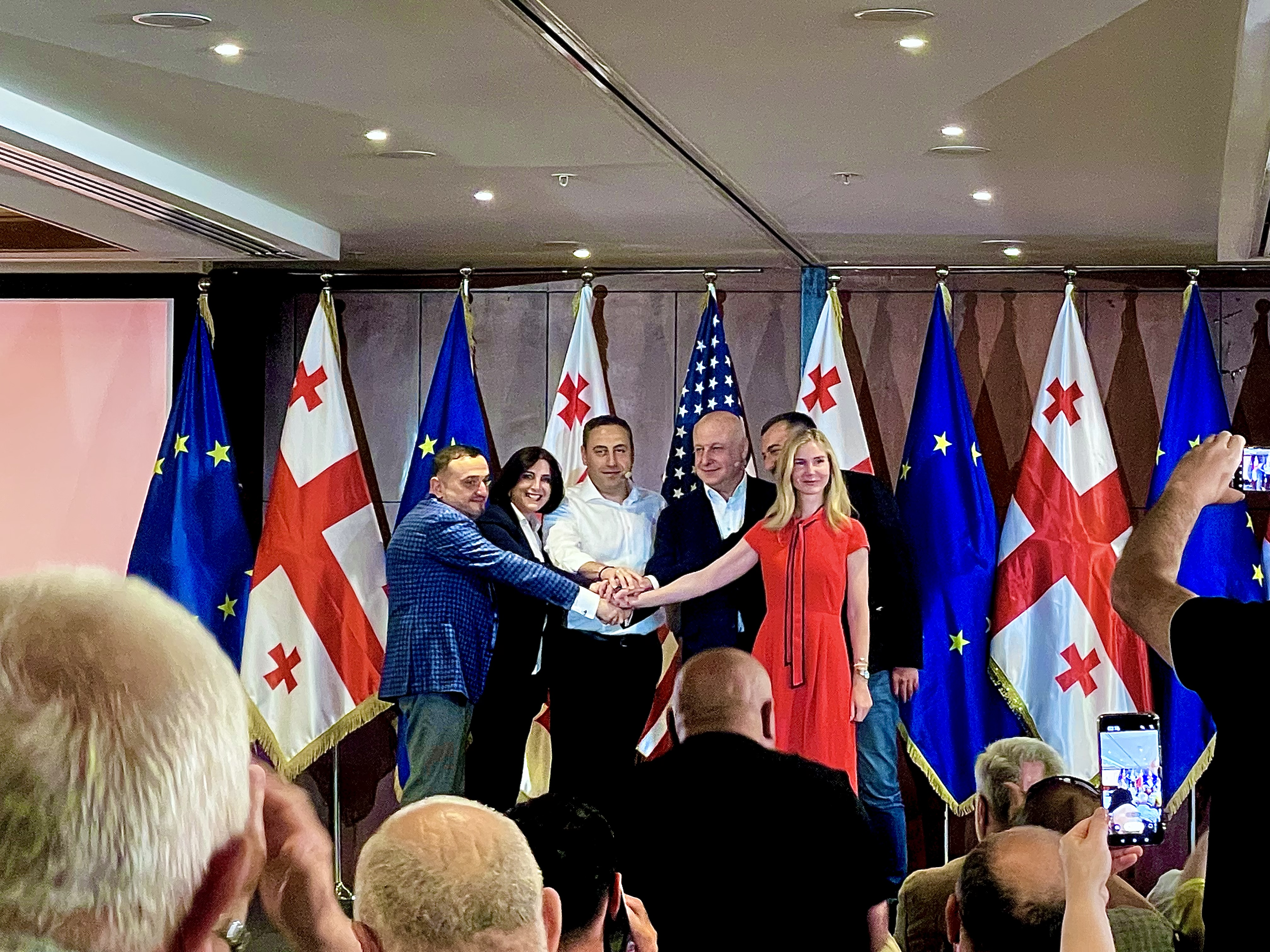
Руководство коалиции, 2024 г.

20 июля 2023 года партии «Единое национальное движение» (ЕНД) и «Стратегия Агмашенебели» (СА) объявили о формировании политической коалиции под названием «Платформа победы» с целью объединения партий прозападной оппозиции и победы над Бидзиной Иванишвили и его правящей партией «Грузинская мечта» на парламентских выборах 2024 года. Позднее, 8 июля 2024 года, альянс был переименован в «Единство — Спасение Грузии» (которое, в свою очередь, было изменено на «Единство — Национальное движение»). Партии коалиции подписали Хартию Грузии, инициированную президентом Саломе Зурабишвили, в которой изложены цели возможного будущего правительства.
В руководство коалиции входят председатель ЕНД Тина Бокучава и председатель «Стратегии Агмашенебели» Георгий Вашадзе, а также независимые депутаты Тамар Кордзая и Армаз Ахвледиани. Заметную роль в руководстве коалиции играют представительница бывшего президента Михаила Саакашвили Софо Джапаридзе наряду с политологом и профессором Гией Джапаридзе и историком и писателем Лашей Бакрадзе. В акции участвуют гражданские активисты Анна Мосадзе и Ираклий Павленишвили, а также лидер молодежного крыла «Стратегии Агмашенебели» Лаша Диарови.
После раскола партии Европейской Грузии (покинувшие партию члены сформировали новую партию под названием «Федералисты»), оставшиеся члены Европейской Грузии присоединились к «Единству — Национальному движению».

## Результаты

### Парламентские выборы
| Выборы | Лидер         | Голоса  | %     | Места     | +/-   | Позиция | Правительство |
| ------ | ------------- | ------- | ----- | --------- | ----- | ------- | ------------- |
| 2024   | Тина Бокучава | 211,130 | 10.17 | 16 из 150 | Новый |         |               |